# Агент блю

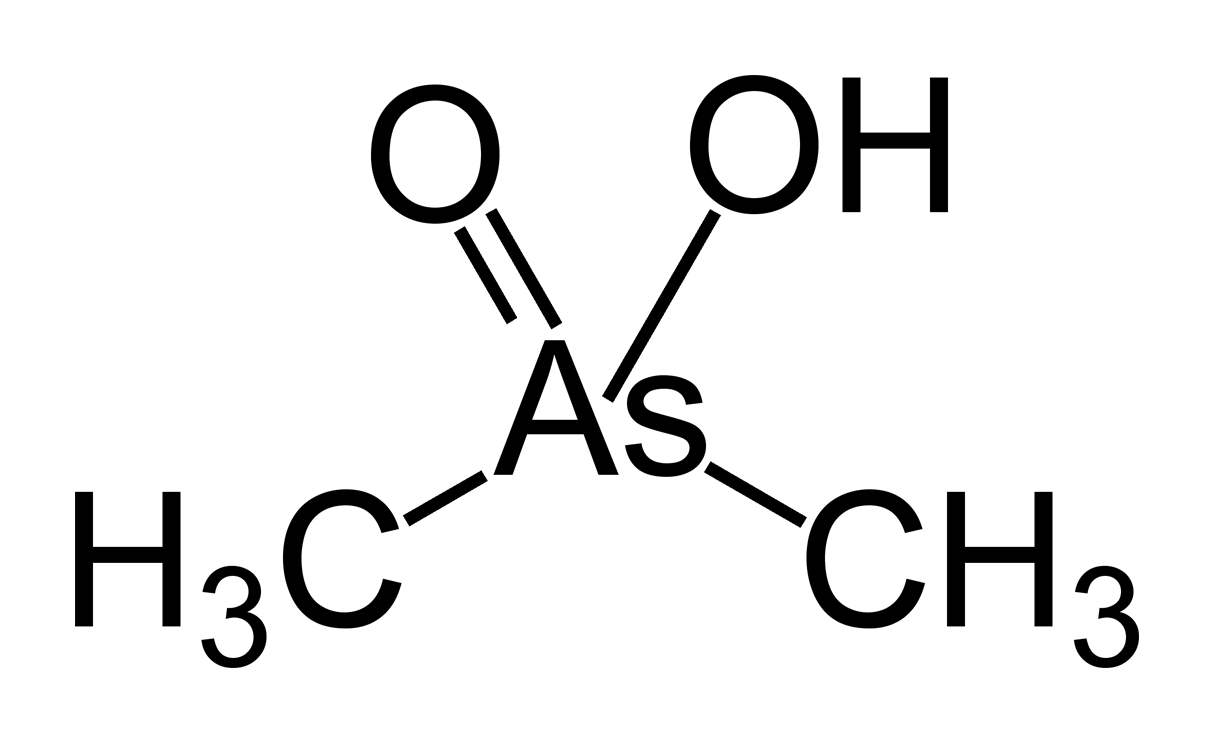
Структурная формула диметиларсеновой кислоты (какодиловой кислоты)

Агент Блю, «эйджент блю» (англ. Agent Blue, голубой реагент) — кодовое название военного гербицида и дефолианта, который представляет собой водную смесь какодиловой кислоты (5 %) и её натриевой соли (26 %). Производился по заказу Министерства обороны США компанией «Энсал» (производителем пенных и порошковых огнетушителей). Применялся во время время вьетнамской войны для уничтожения травянистых растений, в частности посевов риса, чтобы лишить местных партизан и повстанцев продовольственной базы.
Название смеси происходит от синей маркировочной полосы, наносившейся вокруг стандартной ёмкости (208-литровой канистры) и в таком виде поставлявшейся в войска.
Агент Блю впервые был применен в ноябре 1962 года и на протяжении всей войны оставалась лучшим средством для уничтожения урожая. Применение таких проектов «уничтожителей урожая» до 1963 должно было утверждаться непосредственно Белым домом. Затем эта задача была возложена на американского посла в Республике Вьетнам, так как формально, решение утверждалось правительством Республики Вьетнам (назначенным в Вашингтоне), а США лишь выступали гарантами суверенитета указанной республики. На деле же, и решение о производстве указанного средства ведения войны, и решение о его применение принимались в Вашингтоне (Республика Вьетнам не обладала возможностями по самостоятельному изготовлению и применению дефолиантов, как в плане отсутствия развитой военно-химической промышленности, так и авиационных средств-распылителей и лётного состава для управления ими). До июля 1969 года в качестве Агента Блю использовался исключительно Phytar 560 произведённый Ansul Chemical Company. Между 1962 и 1964 годами было израсходовано 25.650 литров Агента Блю в виде порошка, а с 1964 по 1971 г. расход составлял уже 4.715.731 литров водного раствора какодиловой кислоты с содержанием активного вещества 360,3 г/л.